# Worth Mitten
Worth Mitten   (Davenport, 10 de gener de 1884 - segle XX) fou un ciclista estatunidenc, professional des del 1908 fins al 1919. Va destacar en les curses de sis dies on va aconseguir 2 victòries.

## Palmarès
- 1913
  - 1r als Sis dies de Des Moines (amb Gordon Walker)
- 1915
  - 1r als Sis dies de Des Moines (amb Jack Blatz)